# نهر شاردا
نهر شاردا (النيبالية: कालीानदी नदी، الهندية: शारदा नदी)، نهر يقع بين نيبال والهند وهو حاجز طبيعي يفصل حدود كلا البلدين، بموجب معاهدة سوغولي سنة 1816، يعتبر النهر أحد روافد نهر الغانج، يبلغ طول النهر 350 كيلومتر، بسبب خلافات بين نيبال والهند لم يتم تنفيذ عدد من المشاريع المشتركة على النهر من بينها سد بانشوير لأغراض الري وتوليد الطاقة الكهرومائية على النهر.